# Damnati ad Metalla
Damnati ad Metalla è il secondo album del gruppo musicale folk metal italiano Folkstone, uscito nel 2010.

## Tracce
1. Ol bal di Òss – 1:52
2. Longobardia – 4:07
3. Aufstand! – 3:48
4. Anime dannate – 4:51
5. Frerì – 4:33
6. Un'altra volta ancora – 3:57
7. Luppulus in fabula – 4:42
8. Terra santa – 4:00
9. Senza certezze – 4:33
10. Vortici scuri – 3:48
11. Nell'alto cadrò – 4:40
12. Vanità di vanità (Angelo Branduardi cover) – 3:26
13. Rocce nere (a capella) – 2:07